# Lelaps melinus
Lelaps melinus är en stekelart som beskrevs av Yoshimoto 1977. Lelaps melinus ingår i släktet Lelaps och familjen puppglanssteklar. Inga underarter finns listade i Catalogue of Life.